# Puncovnictví

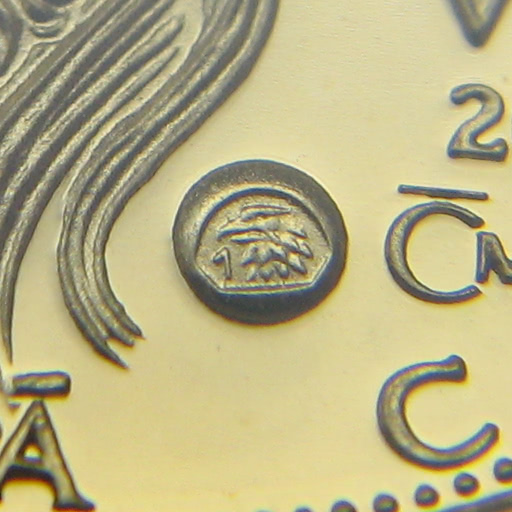
Punc ryzosti zlata č. 1 (986/1000)

Puncovnictví (z něm. Punzierung) je odvětví státní, městské či cechovní kontroly jakosti drahých kovů a výrobků z nich zhotovených. Provádí se značkováním (ražbou) speciálními značkami zvanými puncy, jednak na polotovar (nezpracovanou slitinu) a dále na hotové výrobky zlatnictví, stříbrnictví a klenotnictví.

## Historie
Počátky puncovnictví v Evropě jsou spojeny se státním nebo městským monopolem na těžbu a slévání drahých kovů. Ve Francii a Anglii, stejně jako v Čechách, se objevují první kontrolní značky počátkem 14. století. Nařízením českého krále Jana Lucemburského z roku 1323 mělo být všechno slité zlato označeno znamením celé hlavy lva a stříbro poloviční hlavou lva. Značení se provádělo na bochníčky nebo tyče (tzv. cány) nezpracovaného kovu, proto se žádné značky nezachovaly. Na výrobcích patří k nejstarším dochovaným francouzské značky z Montpellier a z Paříže. Ze střední Evropy náleží k nejstarším dochovaným značky polotovarů z Erfurtu z 1. poloviny 14. století, k nejstarším na hotových zlatnických dílech patří značky Norimberka z 15. století.

## Současnost
V současné době je puncování výrobků z drahých kovů, stejně jako polotovarů (zlaté cihly) státním monopolem a provádí je státní puncovní úřady.

## Puncovní značky
Puncovní značky udávají ryzost, tedy poměrný hmotnostní obsah drahého kovu v předmětu nebo ve slitině. Označování puncovními značkami se řídí zákonem č. 539/1992 Sb., o puncovnictví a zkoušení drahých kovů (Puncovní zákon).
Značky se razí speciálním ocelovým razidlem, na kterém je ve štítku určitého tvaru vyobrazen piktogram, obvykle doplněný písmenem a číslem. Český státní punc pro zlato má odlišenu ryzost tvarem štítku, obsahuje schematickou hlavičku orla, kohouta a labutě v pohledu z profilu, pro stříbro to jsou symboly s hlavičkou kamzíka a zajíce, a pro platinu královskou korunou. U těchto symbolů se v současnosti uvádí číslo ryzosti od 1 do 4, a písmeno puncovního úřadu, které je orientováno kolmo ke svislé ose značky. Písmena jsou přidělená pobočkám Puncovního úřadu České republiky v městech, která punc vydala, většinou totožná s iniciálou názvu těchto měst. Jsou to např. P pro Prahu, B pro Brno, J pro Jablonec na Nisou, H pro Hradec Králové nebo O pro Ostravu, ale také L pro Olomouc, R pro Tábor nebo Z pro Plzeň.
Puncem se neoznačují mince a slitky, na rozdíl např. od pamětních medailí.
Každý stát má svá pravidla a puncovní značky. Aby se s drahým kovem mohlo obchodovat i v jiných státech, musí zde být jeho puncovní značka platná. Seznam platných puncovních značek pro Českou republiku naleznete v knížce Seznam puncovních značek, platných na území České republiky Dušana Bouši, který je volně k nahlédnutí na každé pobočce Puncovního úřadu.
Na území České republiky taktéž platí od 2. listopadu 1994 značky z Úmluvy o kontrole a označování předmětů z drahých kovů (jinak zvaná také Vídeňská konvence). Piktogramy puncovních značek České republiky vyobrazují symbol vah.
Mimo puncovních značek existují také značky výrobní, které jsou přiděleny výrobci na základě Puncovního zákona a jsou uloženy v registru Puncovního úřadu. Tyto značky razí sám výrobce a může je použít pouze na zboží, které sám vyrobil nebo zkompletoval.. Zpravidla to je monogram jména výrobce v unikátním orámování, ve tvaru obdélníku, oválu, trojlistu ad., záleží také na typu písma, jeho tvaru, atkách, znaménkách mezi písmeny atp., dva puncy různých výrobců se nesmí shodovat ani v těchto detailech.